# Festival Eurovisão Ásia da Canção
O Festival Eurovisão Ásia da Canção é um evento anual organizado pela Blink TV e SBS. Este evento reúne os membros da União de rádio-televisão, Ásia-Pacífico (ABU) no âmbito de um concurso de música, com transmissão em direto e simultaneamente, por todas as emissoras participantes. O Festival leva é inspirado do  Festival Eurovisão da Canção, criado em 1956. A sua primeira edição deveria ter tido lugar em 2017 e, mas foi finalmente, adiada para 2018. As razões são as dificuldades de organização, bem como a problemas de ordem política.

## História

### Origens
O Festival Eurovisão Ásia da Canção, tem a sua origem na vontade da emissoa australiana, SBS, com outros parceiros de produção para explorar a possibilidade de exportar o formato do Festival Eurovisão da Canção na região Ásia-Pacífico. Este Festival tem como objetivo reunir cerca de vinte países, por ocasião de uma noite, onde o uma final é necessária.
No entanto, a primeira edição do Festival anunciada para o ano de 2017 , é finalmente, adiada para o ano seguinte. Foi anunciado pela Blink TV que a organização desta edição do mesmo ano foi muito complicada para conseguir algo concreto. Questões políticas são também um obstáculo para a criação do Festival. Além disso, é anunciado que o país e a cidade anfitriã, não são conhecidos no momento, apesar da Austrália, em seguida, a China terem sido de forma sucintamente anunciadas como organizadores. No entanto, até hoje, um representante da SBS afirmou que estavam em discussões com as cidades de Hong Kong, Singapura e Sydney para sediar a primeira edição do festival.
18 de agosto de 2017 marca no entanto um passo importante na criação deste Festival, pois é oficialmente anunciado e que este está atualmente em desenvolvimento e que um site foi criado.

## Países participantes
Apenas os membros ativos da ABU podem participar no Festival. São quarenta e sete o número de membros ativos. Alguns países já confirmaram a sua participação provisória no Festival. A decisão das outras emissoras ainda é desconhecida.
A tabela abaixo mostra, ano a ano, quando os países participantes fizeram a sua estreia. Os nomes dos países são classificados de acordo com a sua ordem na edição em questão.
| Ano  | Primeira participação de cada país                           |
| ---- | ------------------------------------------------------------ |
| 2018 | Austrália, China, Hong Kong, Japão, Singapura, Coreia do Sul |